# Saint-Victor (Cantal)
 Saint-Victor  es una población y comuna francesa, situada en la región de Auvernia, departamento de Cantal, en el distrito de Aurillac y cantón de Laroquebrou.

## Demografía
| 179 | 152 | 120 | 141 | 135 | 127 |
| Para los censos de 1962 a 1999 la población legal corresponde a la población sin duplicidades (Fuente: INSEE [Consultar]) |     |     |     |     |     |